# Жика Гојковић
Жика Гојковић (Сомбор, 9. новембар 1972) српски је економиста, менаџер и политичар. Он је народни посланик у Народној скупштини Републике Србије и бивши председник Покрета обнове Краљевине Србије од 2017. до 2022. године

## Биографија
Дипломирани менаџер у привреди и приватни предузетник. У Скупштини Србије је народни посланик и председник Спортског савеза Града Сомбора. Бивши је заменик председника Српског покрета обнове и бивши је председник Покрајинског одбора Српског покрета обнове.
Биран је за народног посланика након избора 2008. 2012. 2014. и 2016. године.
Тренутно је народни посланик је у Народној скупштини Републике Србије, члан Одбора за одбрану и унутрашње послове у Народној скупштини Републике Србије и члан Делегације у Парламентарној скупштини Франкофоније.
Ожењен је, отац ћерке и сина. Говори енглески језик.